# Lassana Coulibaly
Lassana Coulibaly (* 10. April 1996 in Bamako) ist ein malischer Fußballspieler, der beim Italienischen Erstligisten US Lecce unter Vertrag steht.

## Karriere

### Verein
Lassana Coulibaly wurde 1996 in Bamako, der Hauptstadt von Mali geboren. Seine Karriere begann er beim französischen Verein SC Bastia von der Insel Korsika. Zwischen 2015 und 2017 absolvierte er für den Verein 45 Spiele in der Ligue 1 und erzielte dabei ein Tor. Nachdem der Verein am Ende der Saison 2016/17 abgestiegen war, wechselte der Mittelfeldspieler zum SCO Angers. Im Juli 2018 wurde Coulibaly nach Schottland zu den Glasgow Rangers verliehen.
Nach Ablauf dieser Leihe kehrte er zunächst zum SCO Angers zurück. In den ersten drei Spielen der neuen Saison stand Coulibaly nicht im Kader. Er wurde dann am 21. August 2019 an den belgischen Erstdivisionär Cercle Brügge für den Rest der Saison 2019/20 ausgeliehen. Für Cercle bestritt er 16 von 25 möglichen Ligaspielen bis zum Abbruch der Division 1A infolge der COVID-19-Pandemie sowie ein Pokalspiel.
In der Saison 2020/21 spielt er wieder bei SCO Angers und wird dort regelmäßig eingesetzt. 
Im Sommer 2021 wechselte Coulibaly ablösefrei in die Serie A zur US Salernitana. Im Sommer 2024 wechselte Coulibaly innerhalb der italienischen Serie A zu US Lecce.

### Nationalmannschaft
Lassana Coulibaly nahm mit der U-23 von Mali im Jahr 2016 am Turnier von Toulon teil. Sein Debüt in der A-Nationalmannschaft gab er am 4. September 2016 gegen den Benin. 2018 bestritt er für Mali drei Qualifikationsspiele zum Afrika-Cup 2019. Beim Afrika-Cup selbst stand er bei allen drei Gruppenspielen und im Achtelfinale auf dem Platz. Mali schied dabei im Achtelfinale aus.